# 伊夫·肖万
伊夫·肖万 （法語：Yves Chauvin，1930年10月10日—2015年1月28日），法国化学家，诺贝尔化学奖获得者。他是法国石油研究所的荣誉研究主任，法国科学院成员。
由于从1970年代开始的在烯烴複分解反應方面的贡献，肖万跟罗伯特·格拉布、理查德·施罗克共同获得了2005年度的诺贝尔化学奖。肖万声明他不去领奖，因为他在这个方面的研究是35年前的事，该获奖的成就只应归于他美国的同事。